# Бондар Михайло Леонтійович
Михайло Леонтійович Бондар (нар. 17 листопада 1973, Бодячів, Сокальський район, Львівська область) — доброволець Національної гвардії, учасник війни на Сході. Народний депутат України VIII і IX скликань.
Голова підкомітету з питань вугільної промисловості Комітету Верховної Ради з питань енергетики та житлово-комунальних послуг.

## Життєпис
1989 — закінчив неповну середню школу.
1989—1992 — навчався в Белзькому професійно-технічному училищі № 13 Львівської обл. за професією монтажник внутрішніх санітарно-технічних систем і обладнання, електрозварювальник.
1992—1994 — служба в Збройних силах України.
З 1997 р. по 2006 р. навчався у Львівському університеті ім. Франка за спеціальністю «Фінанси, економіка і підприємництво».
З 1997 р. по 1998 р. працював на посаді бухгалтера централізованої бухгалтерії Жвирківської селищної ради Сокальського р-ну Львівської обл.
З січня по березень 1998 р. працював бухгалтером у Сокальському районному вузлі електрозв'язку Львівського ОДПЕЗ «Укртелеком».
З лютого по грудень 1999 р. працював на посаді провідного фахівця Сокальської дільниці Львівської філії ДК "ТД «Газ України».
З листопада 2013 р. під час Революції гідності був сотником 10 Сокальської сотні Самооборони Майдану. 10 Сотня забезпечувала безпеку Будинку профспілок, де був розташований Штаб Самооборони Майдану та Штаб національного спротиву. Разом з 3 Сотнею 10 Сотня утримувала 3 барикаду на Михайлівській вулиці, патрулювала барикаду на вулиці Грушевського. 18 лютого 2014 р. рубіж 10-ї сотні був коло Будинку офіцерів та Маріїнського парку.
19–20 лютого обороняв Майдан. Після перемоги на Майдані пішов добровольцем в Національну гвардію України.

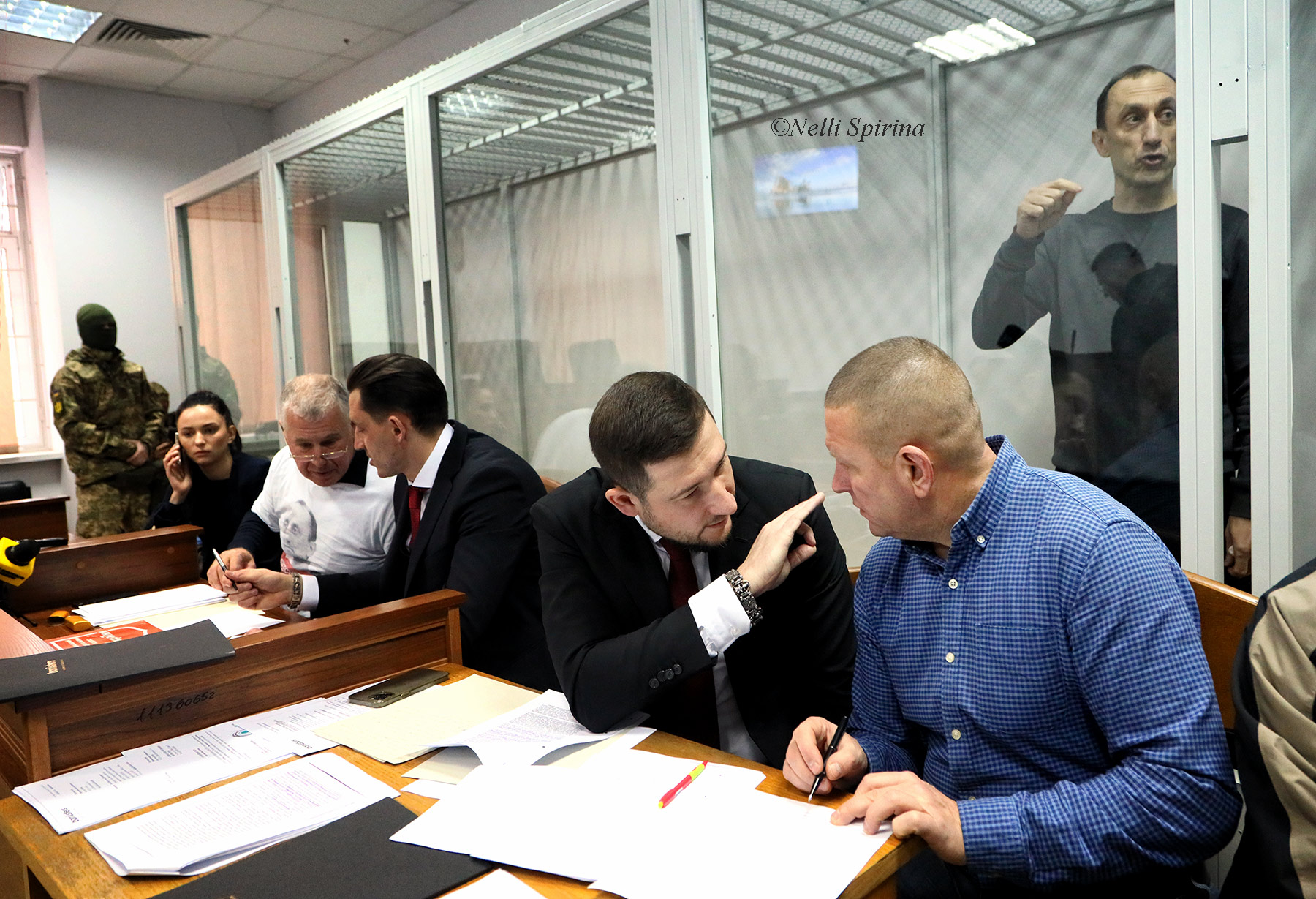
Народний депутат України Михайло Бондар пише заяву про взяття на поруки полковника Червінського у Шевченківському суді м. Києва 13.12.2023 року

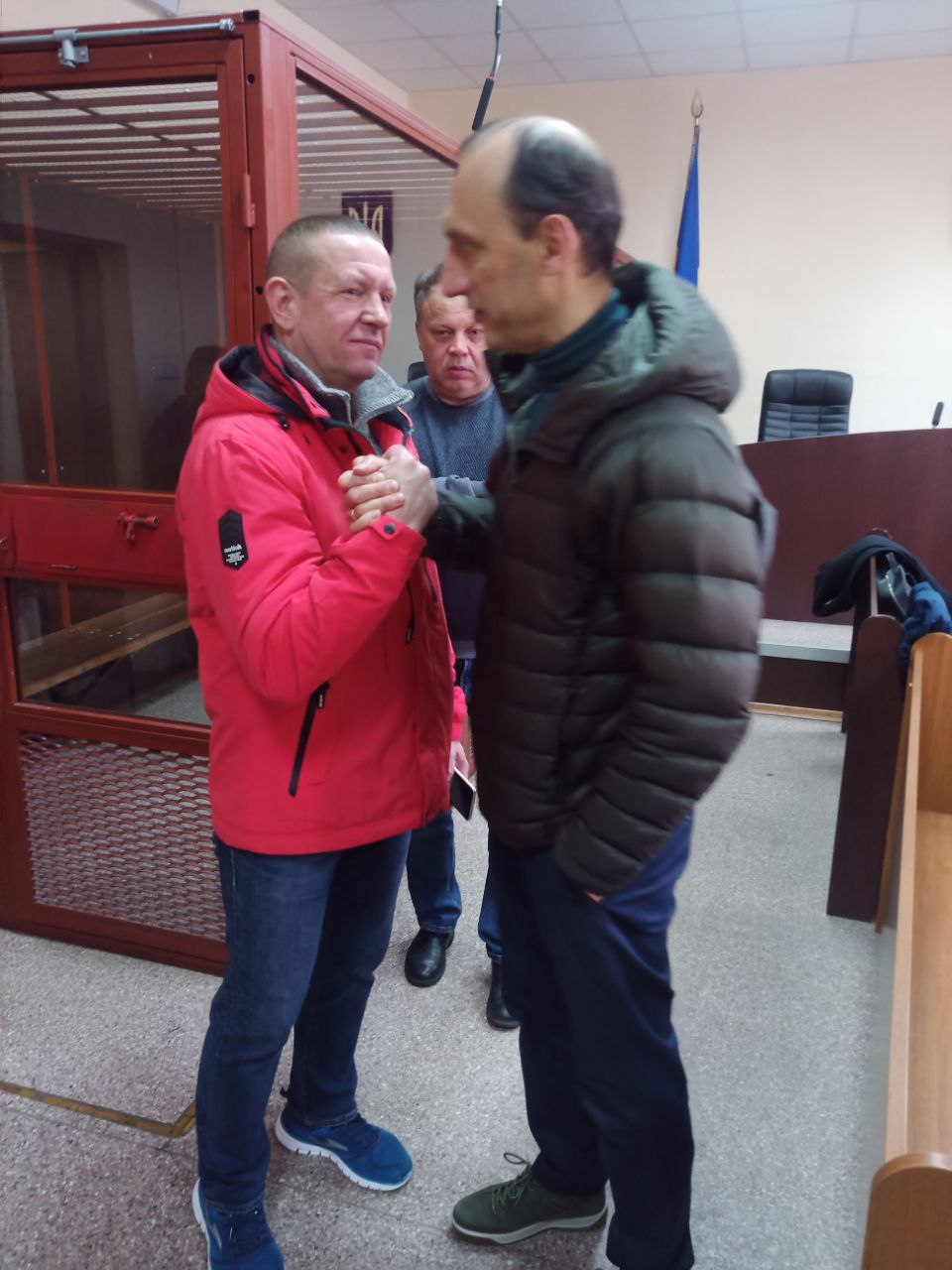
Народний депутат Михайло Бондар спілкується з полковником Червінським у Печерському суді м. Києва 18.03.2025 року

1 липня 2014 р. отримав поранення біля Слов'янська. Брав участь у бойових діях в зоні АТО біля Дебальцевого і займав посаду заст. ком. взводу, командир відділення 1-го Батальйону Оперативного Призначення Національної Гвардії України ім. Кульчицького.
Виховує двох синів.

## Відзнаки та нагороди
- Відзнака Президента України — ювілейна медаль «25 років незалежності України» (2016).[3]

- Відзнака Президента України «За участь в антитерористичній операції» — 2016 рік.

- Медаль «Захиснику Вітчизни» — 2015 рік.

- Орден «За мужність» ІІІ ступеня — 2017 рік.